# 493.
◄ | 4. stoljeće | 5. stoljeće | 6. stoljeće | ►
◄ | 460-ih | 470-ih | 480-ih | 490-ih | 500-ih | 510-ih | 520-ih | ►
◄◄ | ◄ | 490. | 491. | 492. | 493. | 494. | 495. | 496. | ► | ►►
Astronomija • Književnost • Kršćanstvo • Pravo • Promet

## Događaji
- otok Mljet dolazi pod vlast Istočnih Gota.

## Vanjske poveznice
|  | Zajednički poslužitelj ima još gradiva o temi 493. |